# Боровков, Александр Алексеевич
Алекса́ндр Алексе́евич Боровко́в (род. 6 марта 1931 года, Москва) — советский и российский математик, академик Российской академии наук (1990). Лауреат Государственной премии СССР (1979), премии имени А. А. Маркова (2003), премии имени А. Н. Колмогорова (2015).

## Биография
В 1954 году окончил механико-математический факультет МГУ.
В 1959 году защитил кандидатскую диссертацию в Институте математики им. В. А. Стеклова. С 1960 года работает в Институте математики им. С. Л. Соболева СО АН СССР.
В 1963 году стал доктором физико-математических наук.
В 1965 году стал профессором.
С 1 июля 1966 года — член-корреспондент Академии наук СССР по отделению математики.
С 15 декабря 1990 года — академик Академии наук СССР (с 1991 года — РАН).
Проживает в Новосибирске, работает в Институте математики СО РАН. А. А. Боровков является основателем и первым главным редактором издаваемого Институтом математики СО РАН журнала «Математические труды» (англоязычная версия журнала издаётся под названием «Siberian Advances in Mathematics»).

## Награды
- Орден «За заслуги перед Отечеством» IV степени (29 июля 2002) — за большие заслуги в научной деятельности и подготовку высококвалифицированных специалистов[2]
- Орден Дружбы народов (1981)
- Орден «Знак Почёта» (1975)
- Почётная грамота Президента Российской Федерации (3 мая 2012) — за большой вклад в развитие отечественной науки и многолетнюю плодотворную деятельность[3]
- Государственная премия СССР (1979; совместно с В. В. Сазоновым, В. А. Статулявичусом) за цикл работ по асимптотическим методам в теории вероятностей.
- Премия Правительства Российской Федерации в области образования (2002)[4]
- Премия имени А. А. Маркова РАН (2003) — за цикл работ по предельным теоремам для случайных процессов
- Премия имени А. Н. Колмогорова (2015) — за цикл работ «Расширенный принцип больших уклонений для траекторий случайных блужданий»

## Научные интересы
Теория вероятностей, математическая статистика, теория массового обслуживания

## Научные результаты
Александр Алексеевич Боровков является автором фундаментальных результатов в области предельных теорем для сумм случайных величин.

## Основные работы
- Вероятностные процессы в теории массового обслуживания. — М.: «Наука». Главное издательство Физико-математической литературы, 1972. — 368 с. — (Теория вероятностей и математическая статистика). — 13 000 экз.
- Курс теории вероятностей. — М.: «Наука». Главное издательство Физико-математической литературы, 1972. — 288 с. — 10 000 экз.
  - Теория вероятностей. 4-е изд. М., 1999;
- Асимптотические методы в теории массового обслуживания. — М.: Наука, 1980. — 384 с. — (Теория вероятностей и математическая статистика). — 75 000 экз.
- Математическая статистика. М., 1984;
- Эргодичность и устойчивость случайных процессов. М., 1999.